# فرمانده کل قوا (ترانه)
«فرمانده کل قوا» (به انگلیسی: Commander in Chief) ترانه‌ای از خواننده و ترانه‌نویس اهل ایالات متحده آمریکا دمی لواتو است. او این ترانه را همراه جاستین ترانتر، جولیا مایکلز و تهیه‌کننده فینیاس اوکانل نوشت. ترانه در ۱۴ اکتبر ۲۰۲۰ به‌عنوان یک تک‌آهنگ توسط آیلند رکوردز منتشر شد. اشعار ترانه به سمت دونالد ترامپ، رئیس‌جمهور ایالات متحده آمریکا است و پاسخی به انتخابات ریاست‌جمهوری ایالات متحده آمریکا (۲۰۲۰) ایالات متحده است. یک موزیک ویدئو همراه ترانه در همان روز انتشار منتشر شد.